# Ōsumi (półwysep)
Półwysep Ōsumi (jap. 大隅半島 Ōsumi-hantō) – półwysep w południowej części wyspy Kiusiu w Japonii.

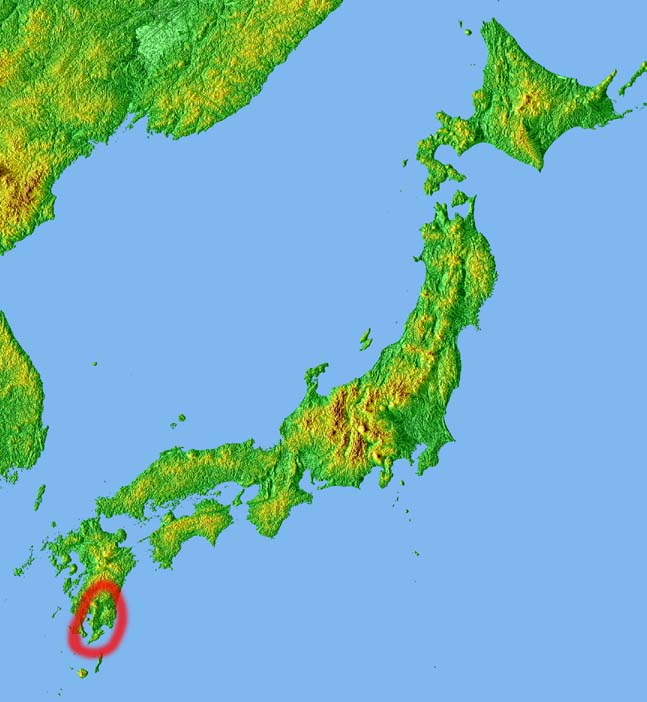
Położenie półwyspu Ōsumi

Znajduje się tu najbardziej wysunięty na południe punkt wyspy – przylądek Sata. Wschodnie wybrzeże półwyspu oblewa Ocean Spokojny, a zachodnie – wody zatoki Kagoshima. Administracyjnie jest częścią prefektury Kagoshima.